# رالف بريل
رالف بريل (بالإنجليزية: Ralph Brill)‏ هو كاتب أمريكي، ولد في 19 ديسمبر 1935 في شيكاغو في الولايات المتحدة، وتوفي في 21 يونيو 2019.